# Женская сборная Венесуэлы по баскетболу 3×3
Женская сборная Венесуэлы по баскетболу 3×3 представляет Венесуэлу на международных соревнованиях по баскетболу 3×3. Управляющим органом является Федерация баскетбола Венесуэлы (исп. Federación Venezolana de Baloncesto, FVB).
По состоянию на 11 сентября 2024, женская сборная Венесуэлы по баскетболу 3×3 занимает 115-е место в мировом рейтинге ФИБА женских сборных по баскетболу 3×3.

## Результаты выступлений
| Турнир                           | Золото | Серебро | Бронза | Всего |
| -------------------------------- | ------ | ------- | ------ | ----- |
| Чемпионат мира по баскетболу 3×3 | —      | —       | —      | —     |
| Панамериканские игры             | —      | —       | —      | —     |
| Итого                            | 0      | 3       | 0      | 3     |

### Чемпионат мира по баскетболу 3×3
| Год        | Место          | Игры           | Победы         | Поражения      | Состав команды                                               |
| ---------- | -------------- | -------------- | -------------- | -------------- | ------------------------------------------------------------ |
| 2012—2016  | не участвовали | не участвовали | не участвовали | не участвовали | не участвовали                                               |
| Нант 2017  | 18             | 4              | 0              | 4              | Raymar Garcia, Siuly Marcano, Ivaney Marquez, Luisana Ortega |
| 2018—н. в. | не участвовали | не участвовали | не участвовали | не участвовали | не участвовали                                               |

### Панамериканские игры
| Год           | Место | Игры | Победы | Поражения | Состав команды                                                  |
| ------------- | ----- | ---- | ------ | --------- | --------------------------------------------------------------- |
| Лима 2019     | 5     | 6    | 2      | 4         | Yosimar Corrales, Ivaney Márquez, Waleska Pérez, Daniela Wallen |
| Сантьяго 2023 | 5     | 3    | 1      | 2         | Bárbara Pico, Leudys Quevedo, Vanessa Sanchez, Luisanny Zapata  |